# MNRK Music Group
MNRK Music Group (in precedenza Koch Records, E1 Music e Entertainment One Music), o semplicemente eOne Music, è un'etichetta discografica statunitense,  principale filiale di Blackstone Group, ed è la più grande etichetta discografica indipendente negli Stati Uniti. 
MNRK Music Group è distribuita dalla Universal Music Group in Europa con il nome E1 Universal.

## Storia
Inizialmente la Koch Records doveva servire come filiale nordamericana per la Entertainment One, all'epoca conosciuta come Koch Entertainment. 
L'etichetta mette sotto contratto numerosi artisti di musica country e rock come Cledus T. Judd, Chris Brubeck e Bob James, diventando distributore della Death Row Records. 
Dagli anni duemila, l'etichetta si concentra principalmente sulla produzione di musica hip hop, diventando una delle principali realtà del genere, grazie alla distribuzione di etichette come la Open Bar Entertainment la Terror Squad, la D-Block Records, e dal 2004 la Doggystyle Records di Snoop Dogg.
Il 22 gennaio 2009 ha ufficialmente assunto il nome "E1 Music", datogli dall'azienda madre, la Entertainment One, abbandonando quindi il nome "Koch Records" con cui era stata fondata nel maggio 1999 da Michael Koch.
Con il cambio di nome nel 2010 in Entertainment One Music, ha rilanciato la sua divisione country, eOne Nashville.
Nel gennaio 2016, eOne ha acquisito la società musicale Dualtone Records.
Nel marzo 2016, eOne ha annunciato Christopher Taylor come nuovo presidente globale di eOne Music, portando la sua etichetta musicale Last Gang nel roster di eOne.  Dal suo arrivo a eOne, Taylor è stato selezionato come "Indie Power Player" da Billboard per quattro anni consecutivi nel 2017, 2018, 2019 e 2020.
Nel novembre 2016, eOne ha annunciato Ted May come nuovo direttore di eOne Music nel Regno Unito per stabilire la prima divisione musicale al di fuori del Nord America.  Questa nuova divisione include le etichette Big Zuu, Jelani Blackman e Boston Bun.
Nell'aprile 2019 eOne ha acquistato la libreria di produzione musicale Audio Network per 215 milioni di dollari, aggiungendo un catalogo di editoria musicale e un'ampia attività di licenza di sincronizzazione.
Il 22 agosto 2019, la società statunitense produttrice di giocattoli Hasbro acquisisce Entertainment One e tutte le sue divisioni, compresa eOne Music, per 4 miliardi di dollari.
All'inizio del terzo quadrimestre del 2021 Hasbro completa la vendita della società a Blackstone Group per 385 milioni di dollari.

## Sussidiarie
- Death Row Records (Catalogo)
- Dualtone Records
- Audio Network
- Last Gang Records
- Round Room Live[4]